# Geert Verheyen
Geert Verheyen (Diest, 10 de març de 1973) fou un ciclista belga, que va ser professional del 1993 fins al 2007.

## Palmarès
- 1993
  - Vencedor de 2 etapes al Tour d'Hainaut
- 1998
  - 1r al Gran Premi de Lillers-Souvenir Bruno Comini
- 1999
  - Vencedor d'una etapa a la Ruta del Sud
- 2001
  - 1r a la LuK Cup
- 2003
  - Vencedor d'una etapa al Circuit Franco-Belga
- 2005
  - 1r a la Fletxa de Haspengouw

### Resultats al Tour de França
- 1998. 23è de la classificació general
- 1999. 45è de la classificació general
- 2000. 20è de la classificació general
- 2001. 72è de la classificació general

### Resultats al Giro d'Itàlia
- 2002. 47è de la classificació general
- 2004. 49è de la classificació general

### Resultats a la Volta a Espanya
- 2001. 40è de la classificació general
- 2007. 46è de la classificació general